# Уган (Хэнань)
Уга́н (кит. упр. 舞钢, пиньинь Wǔgāng) — городской уезд городского округа Пиндиншань провинции Хэнань (КНР). Городской уезд назван в честь местной металлургической компании.

## История
Исторически эти места входили в состав уезда Уян (舞阳县).
В 1970 году в этих местах был построен сталелитейный комбинат, подчинённый напрямую Министерству металлургии. В декабре 1973 года из уезда Уян в отдельную административную единицу был выделен Рабочий район Уяна (舞阳工区).
В 1977 году Рабочий район Уяна был расформирован, а его территория передана под юрисдикцию Пиндиншаня, где на ней был создан район Уган (舞钢区). В 1979 году район Уган был передан под юрисдикцию округа Сюйчан (许昌地区), но в 1982 году был возвращён под юрисдикцию Пиндиншаня.
В 1990 году район Уган был преобразован в городской уезд.

## Административное деление
Городской уезд делится на 5 уличных комитетов, 4 посёлка и 4 волости.